# جزیره سرام
جزیره سرام بزرگترین و مهم‌ترین جزیرهٔ استان ملوک از استان‌های کشور اندونزی است. با وجود اهمیت تاریخی جزیره آمبون این جزیره فقط در شمال جزیره کوچک‌تر آمبون واقع شده است.